# Thomas Fitzpatrick
Thomas Fitzpatrick   (Washington Heights, 24 d'abril de 1930 - Westwood, 14 de setembre de 2009), sobrenomenat Tommy Fitz, va ser un aviador estatunidenc, conegut per pilotar dos vols en estat d'embriaguesa volant des de Teterboro, Nova Jersey i aterrant als carrers de la ciutat de Nova York.

## Vols
El 30 de setembre de 1956, aproximadament, a les 3 de la matinada, Fitzpatrick, mentre estava intoxicat per haver begut alcohol, va robar un avió de motor únic a l'Escola d'Aeronàutica Teterboro de Nova Jersey i va volar sense llums ni ràdio abans d'aterrar a l'avinguda St. Nicholas, a prop del Carrer 191, davant d'un bar de Nova York, on abans havia begut i fet l'aposta embriagada que podia viatjar des de Nova Jersey a Nova York en 15 minuts. El New York Times va anomenar el vol una "gesta de l'aeronàutica" i un "aterratge fi". Pel seu vol il·legal, inicialment va rebre una petició de fiança de 5.000 dòlars, però va ser sancionat amb 100,00 dòlars després que l'amo de l'avió es negués a retirar càrrecs.
El 4 d'octubre de 1958, just abans de la una de la matinada, Fitzpatrick, novament intoxicat, va robar un altre avió del mateix aeròdrom i va aterrar a Amsterdam i al Carrer 187 davant d'un edifici de la Universitat de Yeshiva després que un altre amo de bar no es cregués la seva primera gesta. Pel seu segon vol robat, el jutge John A. Mullen el va condemnar a sis mesos de presó afirmant: "Si haguessis estat degudament sobri, és possible que això no s'haguera produït per segona vegada". Fitzpatrick va dir que "fou la beguda dolenta" que va provocar que acceptés el repte.

## Vida personal
Fitzpatrick va treballar com a muntador de sistemes de canonades mecàniques al Local #638 de Nova York durant cinquanta-un anys. Va servir al cos de la Marina dels Estats Units durant la Segona Guerra Mundial lluitant a la Guerra del Pacífic. Fitzpatrick va ser condecorat amb honors després de la Segona Guerra Mundial. I després es va unir a l'exèrcit dels Estats Units per servir durant la Guerra de Corea on va rebre un Cor Porpra pel seu servei. Va ser membre del Township of Washington Golden Seniors, Our Lady of Good Counsel Men's Group, VFW Post # 6192 of Washington Township i China-Marines Organization.

## Mort
Residint al municipi de Washington Township, Bergen County, New Jersey, va morir de càncer el 14 de setembre de 2009 a l'edat de setanta-nou anys. El van sobreviure els seus tres fills encara vius Thomas E. Jr, Daniel F., i Stephen P. Fitzpatrick, i la seva dona de cinquanta-un anys, Helen (Fratinardo) Fitzpatrick.

## Llegat
Fitzpatrick té un còctel amb el seu nom anomenat "Late Night Flight".